# Spyros Kyprianou
Spyros Achilleos Kyprianou (ou Cyprianou) (Limassol, 28 de outubro de 1932 – Nicósia, 12 de março de 2002) foi um político do Chipre. Ocupou o cargo de Presidente do Chipre de 1977 a 1988.